# Moșuriv, Talne
Moșuriv (în ucraineană Мошурів) este o comună în raionul Talne, regiunea Cerkasî, Ucraina, formată numai din satul de reședință.

## Demografie
Componența lingvistică a comunei Moșuriv
     Ucraineană (98,46%)
     Rusă (1,39%)
     Alte limbi (0,15%)
Conform recensământului din 2001, majoritatea populației comunei Moșuriv era vorbitoare de ucraineană (98,46%), existând în minoritate și vorbitori de rusă (1,39%).